# La Escondida, San Luis Potosí
La Escondida är en ort i Mexiko.   Den ligger i kommunen Ciudad Valles och delstaten San Luis Potosí, i den centrala delen av landet, 270 km norr om huvudstaden Mexico City. La Escondida ligger 125 meter över havet och antalet invånare är 237.
Terrängen runt La Escondida är kuperad västerut, men österut är den platt. Terrängen runt La Escondida sluttar österut. Runt La Escondida är det ganska tätbefolkat, med 52 invånare per kvadratkilometer. Närmaste större samhälle är Ciudad Valles, 14,3 km nordost om La Escondida. Omgivningarna runt La Escondida är en mosaik av jordbruksmark och naturlig växtlighet.